# Berthold Maack
Berthold Maack (ur. 24 marca 1898 w Hamburg-Altona, zm. 26 września 1980 w Merano) – niemiecki wojskowy, SS-Brigadeführer, zbrodniarz nazistowski.

## Życiorys
Szkołę średnią ukończył w swojej rodzinnej miejscowości. Od stycznia 1915 do listopada 1918 roku brał udział I wojnie światowej w 45. regimencie artylerii polowej z Altony. Na zakończenie służby otrzymał stopień wojskowy podporucznika (Leutnant). W latach 1919–1920 był członkiem ochotniczych, nacjonalistycznych formacji paramilitarnych Freikorps. Przez kolejne 11 lat pracował jako handlowiec. W 1930 roku podjął działalność w NSDAP. W październiku 1931 wstąpił do SS. Początkowo, przez dwa pierwsze lata, dowodził jednostkami formacji, a następnie w latach 1933-1934 w sztabie Nadokręgu SS „Południe-Wschód” (Oberabschnitt Südost) we Wrocławiu. Od 22 października do 4 grudnia 1934r. był komendantem obozu koncentracyjnego Dachau pod Monachium. Przez kolejny rok pełnił funkcję dowódcy 39. pułku SS (SS-Standarte) w Koszalinie. Od 1 listopada 1935 r. do 15 kwietnia 1938 r. zarządzał XXVI Okręgiem SS (SS-Abschnitt) w Wolnym Mieście Gdańsku. 
Od 15 kwietnia 1938 r. do 8 maja 1945 r. był dowódcą XXV okręgu SS w Dortmundzie. Jednocześnie od marca 1940 r. do maja 1945 r. był oficerem jednostek frontowych Waffen-SS. W 1940 roku awansował na stopień SS-Obersturmbannführera, a w 1945 r. podniesiono go do rangi SS-Brigadeführera SS i Generalmajora Waffen-SS.
Podczas swojej służby w Gdańsku Berthold Maack przeorganizował miejscowe struktury SS, zwiększając ich liczebność. Kształtował działalność bojówek przeciw członkom opozycyjnych wobec hitleryzmu partii politycznych. Szkoleni przez niego esesmani uczestniczyli w wiecach partyjnych oraz wspólnie z członkami SA w przemarszach z pochodniami po ulicach Gdańska, będących manifestacją potęgi NSDAP w Wolnym Mieście Gdańsku. Gdańscy nacjonaliści brali udział w antyżydowskich ekscesach, w tym w akcji niszczenia sklepów żydowskich i sopockiej synagogi w nocy z 22 na 23 października 1937 roku. Na fundamencie gdańskich oddziałów SS powstawała w okresie 1939–1941 pierwsza załoga obozu koncentracyjnego Stutthof.
Berthold Maack zmarł 26 września 1980 roku w Merano. Nigdy nie postawiono mu zarzutów o zbrodnie wojenne.